# Riki Christodoulou
Pour les articles homonymes, voir Christodoulou.
Riki Christodoulou, né le 15 juillet 1988 à Sutton Coldfield, est un pilote automobile britannique. Son cousin Adam Christodoulou est également pilote.

## Carrière
- 2006 : Championnat de Grande-Bretagne de Formule Renault winter series, 5e
- 2007 : Championnat de Grande-Bretagne de Formule Renault winter series, 6e (1 victoire)
  - Championnat de Grande-Bretagne de Formule Renault winter series, 2e
- 2008 : Championnat de Grande-Bretagne de Formule Renault winter series, 5e (2 victoires)
- 2009 : Championnat de Grande-Bretagne de Formule 3, 4e (1 victoire)